# Invasione dell'Islanda
L'invasione dell'Islanda, nome in codice operazione Fork, fu un'operazione militare britannica condotta dalla Royal Navy, dai Royal Marines e da una task force canadese durante la seconda guerra mondiale.
L'invasione cominciò nel mattino del 10 maggio 1940, quando truppe inglesi sbarcarono a Reykjavík, capitale della neutrale Islanda. Senza incontrare alcuna resistenza, i militari furono veloci a disabilitare le reti di comunicazione, occupare i punti strategici dell'isola, arrestare i cittadini tedeschi e requisire i mezzi di trasporto locali con i quali raggiunsero Hvalfjörður, Kaldaðarnes, Sandskeið e Akranes, per impedire un ipotetico controsbarco nemico. Nei giorni seguenti, equipaggiamento contraereo fu dispiegato a Reykjavík e un distaccamento venne inviato a presidiare Akureyri, nel nord del Paese.
La sera del 10 maggio, il governo islandese protestò pubblicamente, denunciando che la neutralità dello Stato era stata «flagrantemente violata», la propria indipendenza «offesa» e dichiarando di richiedere un risarcimento da parte del Regno Unito per i danni inflitti. Da parte sua, il governo del Regno Unito replicò subito, assicurando il risarcimento e promettendo termini favorevoli in futuri accordi economici, di non interferire nelle questioni interne e di ritirare le truppe alla fine del conflitto. Rassegnate alla situazione, di fatto le autorità islandesi finirono per cooperare attivamente con gli angloamericani, nonostante ufficialmente mantenessero uno status di neutralità.
La forza d'invasione del 10 maggio consisteva in 746 Royal Marines, male equipaggiati e solo parzialmente armati. Sebbene riuscirono nella loro missione iniziale di prendere l'isola, erano chiaramente insufficienti a presidiarne il territorio di 103 000 chilometri quadri e, il 17 maggio, giunsero di rinforzo 4 000 soldati del British Army, che furono in seguito aumentati fino a 25 000. Un anno dopo, nel luglio 1941, gli Stati Uniti d'America (non ancora entrati ufficialmente in guerra) sostituirono i britannici, che necessitavano le proprie truppe altrove. Gli statunitensi rimasero in Islanda fino alla conclusione del conflitto, andandosene nel 1946, per poi ritornare nel 1949, stavolta nell'ambito del Patto Atlantico.

## Antefatti

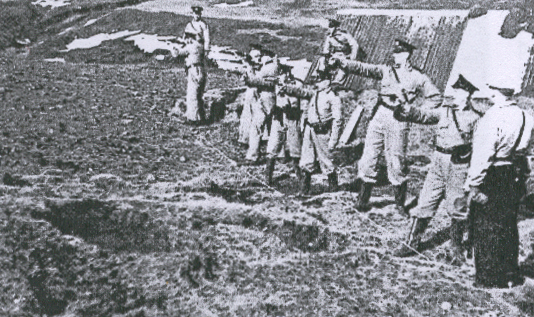
Il commissario della polizia islandese Agnar Kofoed Hansen addestra i suoi uomini alla guerra

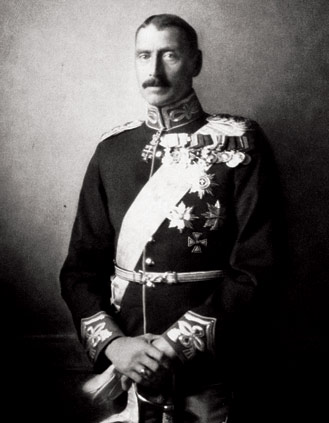
Il TIME scrisse che re Cristiano X di Danimarca era «meno impopolare di quanto lo fosse stato qualsiasi altro sovrano danese». Nonostante ciò, la grande maggioranza degli islandesi era favorevole a una repubblica.

Nel 1918, dopo un lungo periodo di dominio danese, l'Islanda era diventata uno Stato indipendente in unione personale con la Danimarca, con cui condivideva una comune politica estera. Il neonato Regno d'Islanda si dichiarò da subito uno Stato neutrale senza forze armate. Il trattato prevedeva di poter ridiscutere i termini a partire dal 1941 e di cessare d'effetto dopo tre anni da quella data, se non fosse stato raggiunto un nuovo accordo; già dal 1928, però, tutti i partiti politici islandesi concordavano sul fatto che bisognasse porre fine all'unione quanto prima.
Il 9 aprile 1940 la Germania lanciò l'operazione Weserübung, invadendo la Norvegia e occupando la Danimarca nel giro di poche ore. Il medesimo giorno, il governo britannico inviò un messaggio al corrispettivo islandese, affermando che il Regno Unito era disposto ad assistere l'Islanda nel mantenere la propria indipendenza, posto che quest'ultima garantisse la disponibilità del proprio territorio. In pratica, si chiedeva all'Islanda di schierarsi apertamente al fianco della Gran Bretagna «come belligerante e come alleato». Reykjavík declinò l'offerta.
Il giorno seguente, 10 aprile, l'Althing dichiarò il re di Danimarca Cristiano X incapace di esercitare i suoi doveri costituzionali, ora affidati al governo islandese, che si fece carico anche di tutti gli altri compiti in precedenza svolti dalla Danimarca a nome dell'Islanda. A questo punto, la piccola nazione insulare era interamente in balia di se stessa.
Il governo decise di ampliare e rafforzare la forza di polizia nazionale, la Ríkislögreglan, per farla diventare una vera e propria unità militare di difesa. Il commissario Agnar Kofoed Hansen, capo della polizia, era stato addestrato nell'Aeronautica danese e si diede da fare per preparare i suoi sessanta agenti. Furono acquistate armi leggere e uniformi e, attorno al lago di Laugarvatn, furono svolte esercitazioni di tiro e semplici manovre tattiche. Il piano era quello di espandere la neonata forza militare fino a una composizione di 300 uomini; l'invasione inglese pose fine a questo progetto.
Il 12 aprile la Gran Bretagna lanciò l'operazione Valentine: sbarcò nelle isole Fær Øer e le occupò. 
Inoltre, con la caduta di Norvegia e Danimarca, il governo britannico era via via più preoccupato da un colpo di mano tedesco in Islanda, che avrebbe fortemente minato il predominio inglese nell'Atlantico settentrionale; per di più, la Royal Navy voleva ottenere delle basi sull'isola per rafforzare la sua Northern Patrol, la forza navale che pattugliava le acque dell'estremo nord.

## Pianificazione
Man mano che la situazione in Norvegia volgeva al peggio per gli Alleati, l'Ammiragliato giunse alla conclusione che gli inglesi non potevano più fare a meno di basi in Islanda. Il 6 maggio il primo ministro Winston Churchill presentò la situazione al gabinetto di guerra: affermò che se si fosse continuata la trattativa per vie diplomatiche, la Germania avrebbe potuto fiutare la mossa e battere gli inglesi sul tempo. La soluzione migliore, sostenne Churchill, era di sbarcare di sorpresa e mettere il governo islandese di fronte al fatto compiuto. Il gabinetto approvò la proposta.
La spedizione fu organizzata in fretta e caoticamente: i piani operativi furono elaborati durante il viaggio, c'erano a disposizione solo poche mappe, la maggior parte di cattiva qualità, una addirittura disegnata a memoria. Nessuno della forza d'invasione parlava fluentemente l'islandese. Il sottosegretario permanente agli Affari Esteri inglese, sir Alexander Cadogan, nei suoi diari liquidò con poche parole l'operazione:
(Annotazione del 4 maggio 1940)
Alla fine, i britannici optarono per sbarcare tutte le loro truppe direttamente a Reykjavík. Una volta a terra, avrebbero sopraffatto un'eventuale resistenza e preso in custodia i cittadini tedeschi. Per scongiurare un contrattacco nemico dal mare, i soldati avrebbero subito occupato la baia della capitale e il fiordo Hvalfjörður; inoltre, timorosi che i tedeschi potessero mettere in atto un ponte aereo come quelli impiegati con successo in Norvegia, si decise di catturare quanto prima gli aeroporti di Sandskeið e Kaldaðarnes. Infine, si sarebbe proceduto a raggiungere il nord dell'isola e prendere Akureyri e il campo di volo di Melgerði.
La Naval Intelligence Division prevedeva possibile resistenza da parte di tre diverse entità: i residenti di origine tedesca, che si pensava detenessero qualche arma ed essere intenzionati a difendersi o persino a tentare un colpo di Stato; in secondo luogo, una forza d'invasione germanica poteva essere a sua volta in viaggio o sarebbe potuta essere inviata immediatamente dopo lo sbarco inglese; infine, temeva la reazione dei settanta uomini della polizia di Reykjavík.

## L'operazioneFork

### La forza d'invasione del colonnello Sturges
Il 3 maggio 1940 il 2º battaglione Royal Marines, stanziato a Bisley (Surrey), ricevette da Londra l'ordine di tenersi pronto a partire per destinazione ignota nel lasso di due ore. L'unità era stata attivata soltanto il mese prima, formata da un nucleo di ufficiali ma soprattutto da nuove reclute inesperte e solo parzialmente addestrate. C'era carenza di armi, che consistevano soltanto in fucili, pistole e baionette: 50 dei marines avevano appena ricevuto il loro fucile d'ordinanza e non avevano ancora avuto l'occasione di provarlo. Il 4 maggio, il battaglione ricevette qualche rifornimento, sotto forma di mitragliatrici leggere Bren, pezzi d'artiglieria controcarri e mortai da 2 pollici. Senza tempo da perdere, le truppe poterono familiarizzare e approntare le nuove armi soltanto durante il viaggio per mare.
In quanto ad artiglieria, furono forniti due obici da 3,7 pollici, quattro cannoni a fuoco rapido da 2 libbre e due cannoni da difesa costiera da 4 pollici. I serventi di queste armi erano artiglieri della Royal Navy e marines, ma né gli uni né gli altri avevano alcuna esperienza nel loro uso. Per di più, mancavano totalmente riflettori da ricerca, apparati di comunicazione e direttori di tiro per coordinare il fuoco delle batterie.
Come comandante di questa forza d'invasione fu designato il colonnello Robert Sturges. Quarantanovenne, era un assai stimato veterano della prima guerra mondiale che aveva partecipato sia alla battaglia di Gallipoli sia a quella navale dello Jutland. Era accompagnato dal piccolo distaccamento d'intelligence del maggiore Humphrey Quill e da una missione diplomatica agli ordini di Charles Howard Smith. A parte costoro, la forza da sbarco era composta da 746 marines.

### Viaggio per mare verso l'Islanda

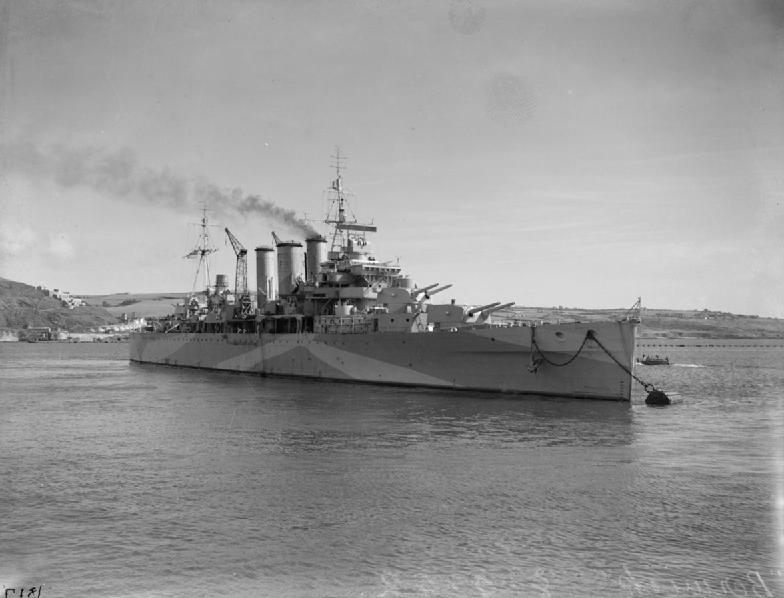
L'incrociatore HMS Berwick fu la nave comando dell'operazione Fork

Il 6 maggio la Force Sturges fu trasferita via treno a Greenock, sul Firth of Clyde. Per evitare di attirare l'attenzione, le truppe furono scaglionate in due diversi convogli ferroviari ma, a causa di un ritardo sulla linea, giunsero contemporaneamente in stazione, perdendo il grado di discrezione desiderato.
In più, la sicurezza dell'operazione era stata ulteriormente compromessa da un ordine trasmesso "in chiaro" cosicché, all'arrivo a Greenock, tutti i militari erano a conoscenza della loro destinazione.
La mattina del 7 maggio le truppe entrarono nel porto di Greenock, dove trovarono ad aspettarli l'incrociatore pesante HMS Berwick e l'incrociatore leggero HMS Glasgow, che le avrebbero trasportate in Islanda. Furono cominciate le procedure d'imbarco, con pesanti ritardi e problemi logistici che costrinsero a rinviare la partenza all'8; e anche allora grandi quantità di equipaggiamento e rifornimenti furono lasciati sui moli.
Alle 4 del mattino dell'8 maggio, gli incrociatori salparono, accompagnati da una scorta antisommergibile composta dai cacciatorpediniere Fearless e Fortune. Le navi da guerra non erano state ideate per trasportare tante truppe a bordo, lo spazio era ristretto e le condizioni d'alloggio precarie. Nonostante per la maggior parte del tempo le condizioni meteorologiche si mantenessero abbastanza favorevoli, molti dei marines soffrirono di mal di mare: comunque, si approfittò del viaggio per far prendere confidenza delle nuove armi agli uomini..
A bordo, uno dei marines appena arruolati si suicidò, ma a parte questo il tragitto non vide eventi degni di nota.
Scrisse un petty officer del Berwick, Stan Foreman, nel suo diario:

### Perdita dell'effetto sorpresa

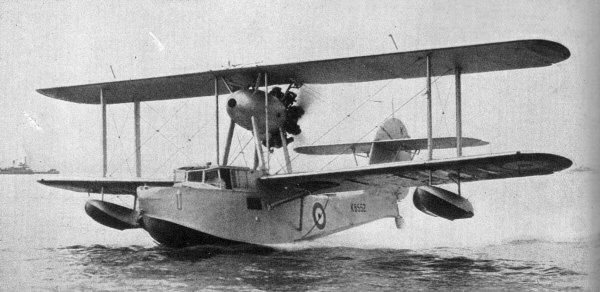
Il Supermarine Walrus, sebbene si dimostrò inadatto all'uso in Islanda, aveva il vantaggio di poter atterrare praticamente ovunque

All'1:47, ora locale islandese, il 10 maggio, l'HMS Berwick lanciò un aereo anfibio da ricognizione Supermarine Walrus con la propria catapulta. Lo scopo principale del sorvolo era esplorare l'area circostante Reykjavík alla ricerca di U-boot nemici, che il Naval Intelligence Division era convinto operassero nelle acque nordiche. Al pilota del Walrus era stato ordinato di non passare sopra la città, ma — o per sbaglio o per un difetto di comunicazione — il velivolo effettuò diversi giri sulle case, causando un notevole rumore e svegliando molti abitanti: all'epoca, l'Islanda non possedeva aerei propri e l'avvistamento fece immediatamente scalpore. Il primo ministro Hermann Jónasson fu allertato, e così le forze dell'ordine locali.
Il sostituto capo della polizia, Einar Arnalds, immaginò che provenisse da una nave militare inglese con a bordo l'atteso nuovo ambasciatore; ciò era solo parzialmente corretto, come si sarebbe scoperto poche ore dopo.
Anche il console tedesco, Werner Gerlach, si accorse dell'aereo. Sospettando cosa stesse per succedere, scese in auto fino al porto con un assistente connazionale. Adoperando un paio di binocoli, ebbe conferma delle sue paure e si affrettò a tornare a casa, tentò di bruciare i documenti riservati e cercò invano di telefonare al ministero degli Esteri islandese.

### Lo sbarco
Alle 3:40, un poliziotto islandese avvistò una piccola flotta di navi da guerra dirette verso il porto, senza riuscire a identificarne la nazionalità. Informò il suo superiore, che a sua volta girò la notizia al sostituto capo della polizia Einar Arnalds. Le norme internazionali proibivano a più di tre navi militari di una potenza belligerante di usare allo stesso tempo un porto di una nazione neutrale, proibendo anche che aeroplani decollati da tali imbarcazioni ne sorvolassero le acque territoriali. Arnalds, constatando come entrambe queste leggi fossero state violate, si recò sulla banchina e osservò di persona le navi al largo, identificandone correttamente la nazionalità britannica. Contattò il Ministero degli Esteri e ricevette l'ordine di notificare alla flotta straniera la violazione della neutralità islandese che stavano perpetrando; all'uopo, Arnalds fece approntare una barca della dogana portuale.
Non ci fu tempo di usarla perché il cacciatorpediniere Fearless, dopo aver caricato 400 marine dal Berwick, entrò autonomamente nella baia alle cinque del mattino. Le operazioni di trasbordo delle truppe da una nave all'altra furono rallentate dall'inesperienza e dal mal di mare sofferto dai militari, causando notevole frustrazione fra gli ufficiali britannici e provocando un ritardo sufficiente affinché una piccola folla si radunasse sul molo: semplici curiosi, poliziotti che stavano aspettando la barca doganale e anche il console inglese Shepherd con alcuni assistenti, che era stato preventivamente avvisato dell'invasione e a cui spettava lo scomodo compito di facilitare lo sbarco. «Vi dispiacerebbe far arretrare la folla, così le truppe possono scendere più facilmente dalla nave?» chiese ai poliziotti islandesi, che obbedirono e permisero quindi ai marine di toccare terra appena attraccato il Fearless, al cui comandante chiese udienza Arnalds, resasi ormai inutile la spedizione in barca. Non fu ricevuto, e chiese nuove istruzioni al governo: gli fu ordinato di non interferire con le operazioni e di prevenire eventuali scontri fra i militari e la cittadinanza. Gli atti di protesta si limitarono a proteste verbali, anche se fu segnalato il caso di un islandese che sottrasse il fucile a un marine, vi infilò una sigaretta accesa nella canna e lo restituì al legittimo proprietario dicendogli di far attenzione al fumo che fuoriusciva; un ufficiale accorse a sgridare il militare per la distrazione.

### Occupazione di Reykjavik
Una volta completato lo sbarco, le forze britanniche si dispiegarono per la capitale islandese, occupando senza colpo ferire i punti nevralgici della città, con particolare cura per quegli enti in grado di comunicare con il continente: il servizio telegrafico Síminn, la radio RÚV e l'ufficio meteorologico; si voleva impedire che i comandi tedeschi apprendessero la notizia dell'invasione mentre era ancora in corso. L'ufficio postale fu piantonato da una guardia armata e un avviso venne affisso alla porta: spiegava, in islandese maccheronico, che truppe britanniche stavano occupando Reykjavík e chiedeva cooperazione nella gestione dei tedeschi residenti. 
Nel frattempo, un drappello di militari fu inviato a mettere in sicurezza l'obiettivo considerato più importante: il consolato tedesco, i cui impiegati tuttavia non fecero resistenza e si arresero non appena sentirono bussare alla porta. Quando il console Gerlach la aprì e si trovò di fronte i soldati, protestò verbalmente e invocò la neutralità dell'Islanda; gli risposero che anche la Danimarca era neutrale quando i tedeschi l'avevano invasa. Perquisendo il consolato, i britannici trovarono un mucchio di documenti diplomatici che bruciavano nella vasca da bagno al piano superiore dell'edificio, spensero le fiamme e recuperarono un numero significativo di carte.
Nella città c'erano anche i 62 marinai del Bahia Blanca, una nave da carico tedesca che aveva urtato un iceberg nello stretto di Danimarca e il cui equipaggio era stato messo in salvo da un peschereccio islandese. La Naval Intelligence Division era convinta che questi uomini fossero in realtà sommergibilisti «di ricambio» per gli U-Boot che incrociavano al largo dell'Islanda; nella realtà, appartenevano come detto alla marina mercantile e si lasciarono prendere in custodia senza incidenti di sorta.

## L'occupazione statunitense
L'Impero britannico non poteva permettersi di distogliere truppe, impegnato com'era in molteplici fronti di guerra, e fu subito chiara la necessità di richiamare i reparti distaccati in Islanda. Il 16 giugno 1941 quindi fu concordato che la responsabilità dell'isola passasse agli Stati Uniti d'America (formalmente ancora neutrali ma apertamente vicini alla causa alleata) e l'Althing islandese fu persuaso ad accettare per iscritto, con atto approvato il 7 luglio, il dispiegamento di forze militari americane. Già dal 22 giugno, infatti, dal porto di Charleston era salpata la 1st Provisional Brigade (1ª brigata provvisoria, così detta perché costituita fuori dall'organigramma approvato in precedenza, evidentemente non più adatto alle necessità della guerra) del corpo dei Marine, costituita a San Diego da 194 ufficiali e 3 714 sottufficiali e militari di truppa al comando del generale di brigata John Marston, che si unì poi ad altre navi nel porto di Argentia per comporre la Task Force 19. La TF 19 entrò nel porto di Reykjavik l'8 luglio e le operazioni di sbarco furono concluse entro il 12. Successivamente, la U.S. Navy distaccò in Islanda anche uno squadrone dell'aviazione navale composto da Martin PBM Mariner e Consolidated PBY Catalina. 
Componevano la Task Force 19 otto navi da trasporto militarizzate (le USS Heywood, Fuller, William P. Biddle, Orizaba, Arcturus, Hamul, Cherokee e Salamonie) scortate da due navi da battaglia (USS Arkansas e USS New York), due incrociatori leggeri (USS Nashville e USS Brooklyn) e tredici cacciatorpediniere (USS Lea, Upshur, Bernadou, Ellis, Buck, Benson, Mayo, Gleaves, Niblack, Lansdale, Hilary P. Jones, Charles F. Hughes e Plunkett).
Nel marzo 1942, quando gli Stati Uniti erano ufficialmente entrati in guerra contro le Potenze dell'Asse e i marines erano urgentemente richiesti nel teatro pacifico, la 1st Provisional Brigade fu avvicendata dalle truppe dell'Esercito degli Stati Uniti, ritenuto più adatto al controllo di una nazione tutto sommato cooperante come l'Islanda. 50 000 soldati dell'U.S. Army si stabilirono nell'isola fino alla fine della guerra nel 1945, causando un certo grado di disagi sociali: i militari americani erano più numerosi degli uomini adulti autoctoni (l'Islanda aveva all'epoca una popolazione totale di circa 130 000 abitanti). Queste peculiari problematiche furono note, nella cultura islandese, con il nome di ástandið (variamente traducibile come «la situazione», «la condizione» o «il problema» in italiano). L'aspetto più visibile dell'ástandið fu l'alto numero di interazioni sentimentali fra i militari alleati e le donne islandesi, interazioni spesso confinanti con la prostituzione e che talvolta coinvolgevano ragazze anche molto giovani. Gli inevitabili figli nati in seguito a questi contatti, contatti peraltro malvisti e ostacolati dalla società islandese del tempo in quanto visti come fraternizzazione con degli invasori, furono detti ástandbörn: «figli della situazione».
Anche dopo la fine della guerra le forze armate statunitensi mantennero una presenza, seppur ridotta, in Islanda, la Naval Air Station Keflavik, chiusa soltanto nel 2006.

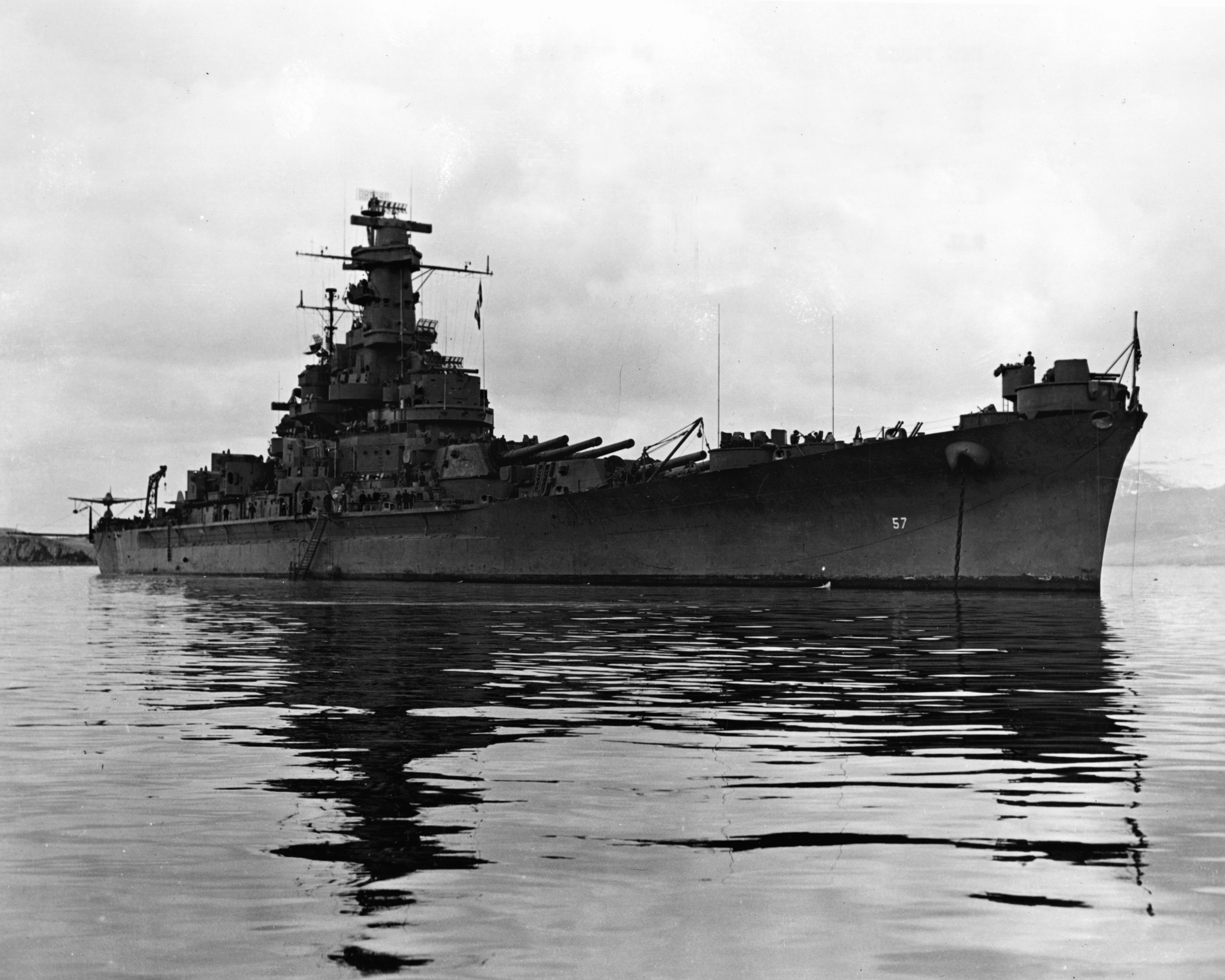
La USS South Dakota (BB-57) ancorata nell'area di Hvalfjörður, Islanda, 24 giugno 1943, testimonianza tangibile della presenza statunitense

## Conclusione
Nonostante l'intento iniziale del Regno Unito fosse stato quello di sventare un'ipotetica invasione tedesca, nessuna simile azione era stata effettivamente pianificata in Germania. Il generale della Wehrmacht Walter Warlimont, applicato all'Oberkommando der Wehrmacht durante la guerra, dichiarò dopo la fine delle ostilità che Adolf Hitler «era molto interessato a occupare l'Islanda [prima che fosse preceduto dai britannici]. Per cominciare, voleva impedire a "chiunque altro" di arrivarci; in secondo luogo, voleva usare l'isola come base aerea per proteggere i nostri sommergibili che operavano in quell'area».
Ancora dopo l'Operazione Fork, i tedeschi stesero una relazione in cui si esaminava la possibilità di conquistare l'Islanda, nome in codice «Operazione Ikarus». L'idea fu cassata in quanto ci si rese conto che, anche se l'attacco iniziale aveva possibilità di riuscita, non sarebbe stato possibile rifornire facilmente le truppe poi dislocate e i benefici strategici erano risibili (ad esempio, non c'erano le infrastrutture necessarie a sostenere una forza aeronautica basata sull'isola).

### Approfondimenti
- Byron Fairchild, Decision to Land United States Forces in Iceland, 1941, in Kent Roberts Greenfield (a cura di), Command Decisions, United States Army Center of Military History, 2000  [1960], CMH Pub 70-7. URL consultato il 25 giugno 2013 (archiviato dall'url originale il 30 dicembre 2007).